# 久和原忠
久和原 忠（くわはら ただし、1971年 - ）は、日本の建築家。久和原建築事務所を主宰。

## 来歴
和歌山県に生まれる。1995年に大阪工業大学工学部建築学科を卒業し、1998年までIAO竹田設計に勤務した。 1998年に喜多隼紀建築事務所に移り、2006年に久和原建築事務所を設立した。
主な作品に、食工房ひろさき（2008年、京都 日本料理店）、祇園料理旅館花楽、かつうら御苑　特別フロア天（2011年、和歌山　旅館）、セレモニーホール仙台（2014年、宮城 セレモニーホール）、秋葉町の家（2015年、和歌山　個人住宅）、プライム加賀屋ビル（2015年、大阪 医療施設）、ホテル三楽荘　特別フロア浜水晶（2017年、和歌山　旅館）などがある。